# Paul Gordan
Paul Albert Gordan (Breslavia, Reino de Prusia, 27 de abril de 1837-Erlangen, Imperio alemán, 21 de diciembre de 1912), conocido como Paul Gordan, fue un matemático judío alemán, alumno de Carl Jacobi durante su doctorado en la Universidad de Breslavia (1862), y profesor en la Univerisidad de Erlangen-Núremberg.
Fue conocido como el «rey de la teoría de invariantes». Su resultado más famoso es que el anillo de invariantes de formas binarias de grado fijo se genera finitamente. Junto con Alfred Clebsch da nombre a los coeficientes de Clebsch-Gordan. Gordan fue también director de tesis de Emmy Noether.
Una famosa cita atribuida a Gordan sobre la demostración de David Hilbert del teorema de la base de Hilbert, resultado que generalizó ampliamente sus resultados sobre invariantes, es: «Esto no son matemáticas, esto es teología». La demostración en cuestión era una prueba no constructiva de la existencia de una base finita para los invariantes. No es claro que Gordan realmente lo dijera, ya que la primera referencia a la frase es 25 años posterior a los eventos y posterior también a su muerte, y no está claro si la cita tenía intención de ser una crítica, una alabanza o una broma sutil. El propio Gordan animó a Hilbert y usó sus resultados y métodos, y la extendida teoría de que se opuso al trabajo de Hilbert en la teoría de invariantes es un mito (aunque señaló correctamente en un informe, como árbitro en una revisión por pares, que algunos de sus razonamientos eran incompletos).